# Liste der Kulturdenkmäler in Rech
In der Liste der Kulturdenkmäler in Rech sind alle Kulturdenkmäler der rheinland-pfälzischen Ortsgemeinde Rech aufgeführt. Grundlage ist die Denkmalliste des Landes Rheinland-Pfalz (Stand: 12. Juni 2023).

## Einzeldenkmäler
| Bezeichnung                             | Lage                                        | Baujahr                     | Beschreibung                                                                | Bild                                    |
| --------------------------------------- | ------------------------------------------- | --------------------------- | --------------------------------------------------------------------------- | --------------------------------------- |
| Bahnhof Rech                            | Am Herrenberg 6 Lage                        | Anfang des 20. Jahrhunderts | Fachwerkbau, teilweise massiv, Mansardwalmdach, Anfang des 20. Jahrhunderts | BW                                      |
| Wegekreuz                               | Bärenbachstraße, Ecke An der Nollsnück Lage | 1785                        | Wegekreuz, bezeichnet 1785                                                  | BW                                      |
| Hofanlage                               | Brückenstraße 10 Lage                       | 18. oder 19. Jahrhundert    | Hofreite; Fachwerkhaus, 18. oder 19. Jahrhundert, Fachwerkscheune, um 1900  | weitere Bilder Fotos hochladen          |
| Katholische Kirche St. Lucia und Agatha | Nollstraße 2 Lage                           | 1720                        | Bruchsteinsaalbau, 1720, Westquerriegel, bezeichnet 1872                    | weitere Bilder Fotos hochladen          |
| Relief                                  | Nollstraße, neben Nr. 31 Lage               | 1920er Jahre                | Relief, 1920er Jahre                                                        | BW                                      |
| Heiligenhäuschen                        | Rotweinstraße, bei Nr. 53 Lage              | 18. Jahrhundert             | Heiligenhäuschen, Vesperbild, 18. Jahrhundert                               | BW                                      |
| Heiligenhäuschen                        | an der B 267                                | 1622                        | Heiligenhäuschen, Dreifaltigkeitsrelief, bezeichnet 1622                    | Direkt Bild zu diesem Denkmal hochladen |

## Ehemalige Kulturdenkmäler
| Bezeichnung | Lage               | Baujahr | Beschreibung | Bild                           |
| ----------- | ------------------ | ------- | --- | ------------------------------ |
| Ahrbrücke   | Brückenstraße Lage | 1759    | Rundbogenbrücke, 1759 und 1764; Nepomukskulptur, 1920er Jahre; beim Hochwasser 2021 schwer beschädigt und im Juli 2023 abgebrochen | weitere Bilder Fotos hochladen |